# Bitwa pod Abrolhos
Bitwa pod Abrolhos – starcie zbrojne, które miało miejsce w roku 1631 w trakcie holendersko-portugalskiej wojny kolonialnej.
Po zajęciu Pernambuco w roku 1630 przez Holendrów, związana unią personalną z Portugalią Hiszpania włączyła się do walki z Holendrami u wybrzeży Brazylii. W roku 1631 eskadra hiszpańska (34 okręty, 5 000 ludzi) pod wodzą wiceadmirała Antonio Oquendo napotkała przy ławicy Abrolhos eskadrę holenderską w sile 16 okrętów i 2 800 ludzi pod wodzą admirała Adriaana Patera. W wyniku trwającej 6 godzin bitwy, 3 jednostki hiszpańskie zniszczono. Straty Hiszpanów wyniosły 700 zabitych i rannych. Holendrzy stracili 2 okręty i 500 ludzi w tym admirała Patera, którego okręt admiralski wyleciał w powietrze. Po bitwie flota hiszpańska odpłynęła niepokojona do Hiszpanii. 